# Johan van Angelbeek
Johan Gerard van Angelbeek, (Wittmund, 1727 – Colombo, 2 september 1799) was een koopman en bestuurder bij de Vereenigde Oostindische Compagnie (VOC) en gouverneur van Ceylon, nu Sri Lanka, van 1794 tot 1796. Hij was de laatste Nederlandse gouverneur en tekende op 15 februari 1796 in Colombo het verdrag dat de overdracht van de Nederlandse bezittingen aan de Britten regelde.

## Biografie

### Batavia, Bengalen en Ceylon

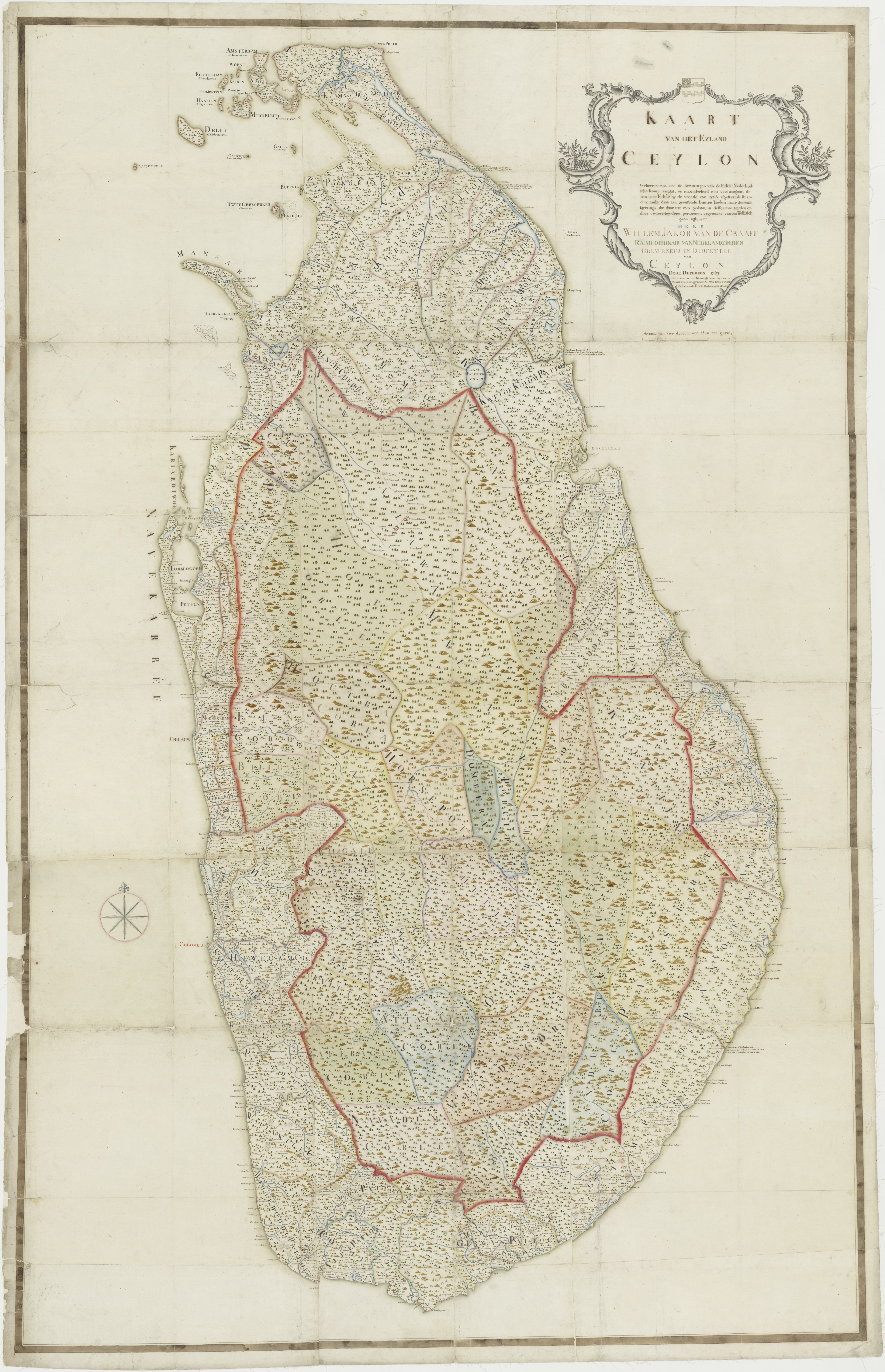
Ceylon in 1789. De rode lijn is de grens tussen het gebied van de Compagnie en dat van het koninkrijk Kandy.

Van Angelbeek was de zoon van de predikant Christiaan van Angelbeek in Wittmund in Oost-Friesland. Hij ging in april 1751 als soldaat aan boord van het schip Schakenbos naar Indië. In juli aangekomen aan de Kaap de Goede Hoop trouwde hij met de daar geboren 18-jarige Jacomina Lever, dochter van de vrijburger Abraham Lever. Een maand later reisde ze mee als passagier aan boord van de Schakenbos. In oktober kwamen ze aan in Batavia. Hier werkte Van Angelbeek de jaren daarna als procureur. In januari 1756 werd een dochter geboren, Christina Elisabeth. Op 20 maart van dat jaar werd hij benoemd tot onderkoopman en een jaar later werd hij lid van de raad van weesmeesters. In juli 1757 werd een zoon Christiaan geboren. In september 1759 volgde nog een dochter, Apollonia Magdalena. Na bijna tien jaar in Batavia gewerkt te hebben werd Van Angelbeek in 1761 in Bengalen geplaatst als kassier en secretaris van de raad van Chinsura, als opvolger van Otto Willem Falck, die voor deze functie niet geschikt was bevonden. In juli 1763 verhuisde hij naar Colombo in Ceylon, waar hij op 10 april 1764 als fiscaal werd benoemd. Hij had hier tot taak fraude op te sporen en op te treden als officier van justitie. In juni van dat jaar werd hij secretaris van de raad van Colombo. Gouverneur was toen Lubbert Jan van Eck, die na de door het koninkrijk Kandy opgestookte opstand in de VOC-gebieden door Batavia gevraagd was de orde te herstellen. Van Eck ondernam twee veldtochten tegen Kandy. Nadat de eerste, in februari 1764, mislukt was, volgde begin 1765 een tweede, waaraan Van Angelbeek deelnam om als secretaris het dagregister bij te houden. Hij werd een vertrouweling van Van Eck, en werd door hem tot opperkoopman benoemd. Het overslaan van de rang van koopman werd later goedgekeurd door de Raad van Indië. Na de verovering van Kandy speelde hij een belangrijke rol in de onderhandelingen over een nieuw verdrag tussen de VOC en Kandy.

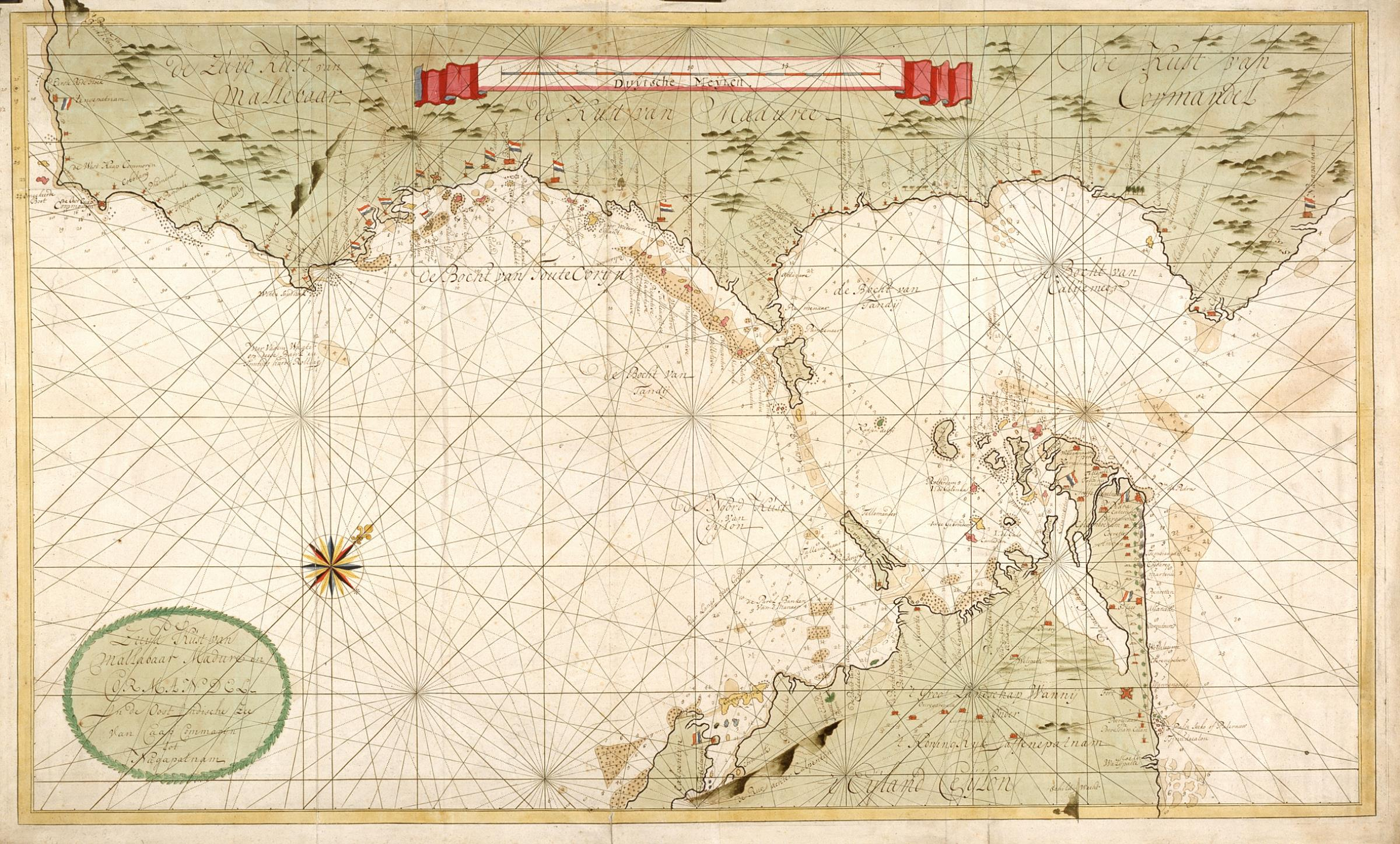
Tuticorin, aan de overkant van Ceylon.

### Opperhoofd van Tuticorin
Na de dood van Van Eck werd Van Angelbeek in 1767 door de nieuwe gouverneur, Iman Willem Falck, benoemd tot opperhoofd van de vestiging in Tuticorin, aan de tegenoverliggende kust van Madoera in India. Tuticorin, het hoofdkantoor van een vijftal handelsposten aan deze kust, viel ook onder het gouvernement van Ceylon. Meer dan tien jaar lang bestuurde hij deze handelsposten, bekend om hun parelvisserij, chankovisserij en de inkoop van lijnwaden. De katoenen doeken werden betaald met goud uit de Republiek, dat in het munthuis van Tuticorin tot pagoden (de lokale munt aan de oostkust) werd geslagen. De doeken gingen mee met de kaneelschepen die jaarlijks vanuit Galle naar Nederland vertrokken, maar werden ook verkocht aan de bevolking in het laagland van Ceylon. Tuticorin was in deze jaren een zeer winstgevend kantoor zodat de Heren XVII erg tevreden waren over Van Angelbeek, vooral wat betreft de textiel. Hij had 'deezen rijcken en uytgebreiden tak gebracht tot zulk eene stap van volmaaktheid' dat 'meermaals een heel kapitaal winst kon worden behaalt' (d.w.z. 100%). Daarenboven zorgde hij voor grote rijstleveranties aan Ceylon, dat qua voedsel niet zelfvoorzienend was. Ook zelf verdiende hij goed, zoals veel hogere VOC-medewerkers. Hij stuurde in deze tijd grote bedragen naar zijn zakenpartners in Nederland. Zij kochten voor hem goederen, vaak luxe artikelen, die hij weer verkocht in India. Op 26 augustus 1774 trouwde zijn inmiddels 18-jarige dochter Christina met Willem Jacob van de Graaff, op dat moment hoofdadministrateur en vice-commandeur van Malabar in Cochin. Twee jaar later vertrok ze met hem naar Suratte, waar hij als directeur was aangesteld. Christiaan van Angelbeek trouwde in 1777 in Nederland, waar hij was opgeleid als jurist, met de jongere zus van Van de Graaff, Maria Aletta.

### Commandeur van Malabar

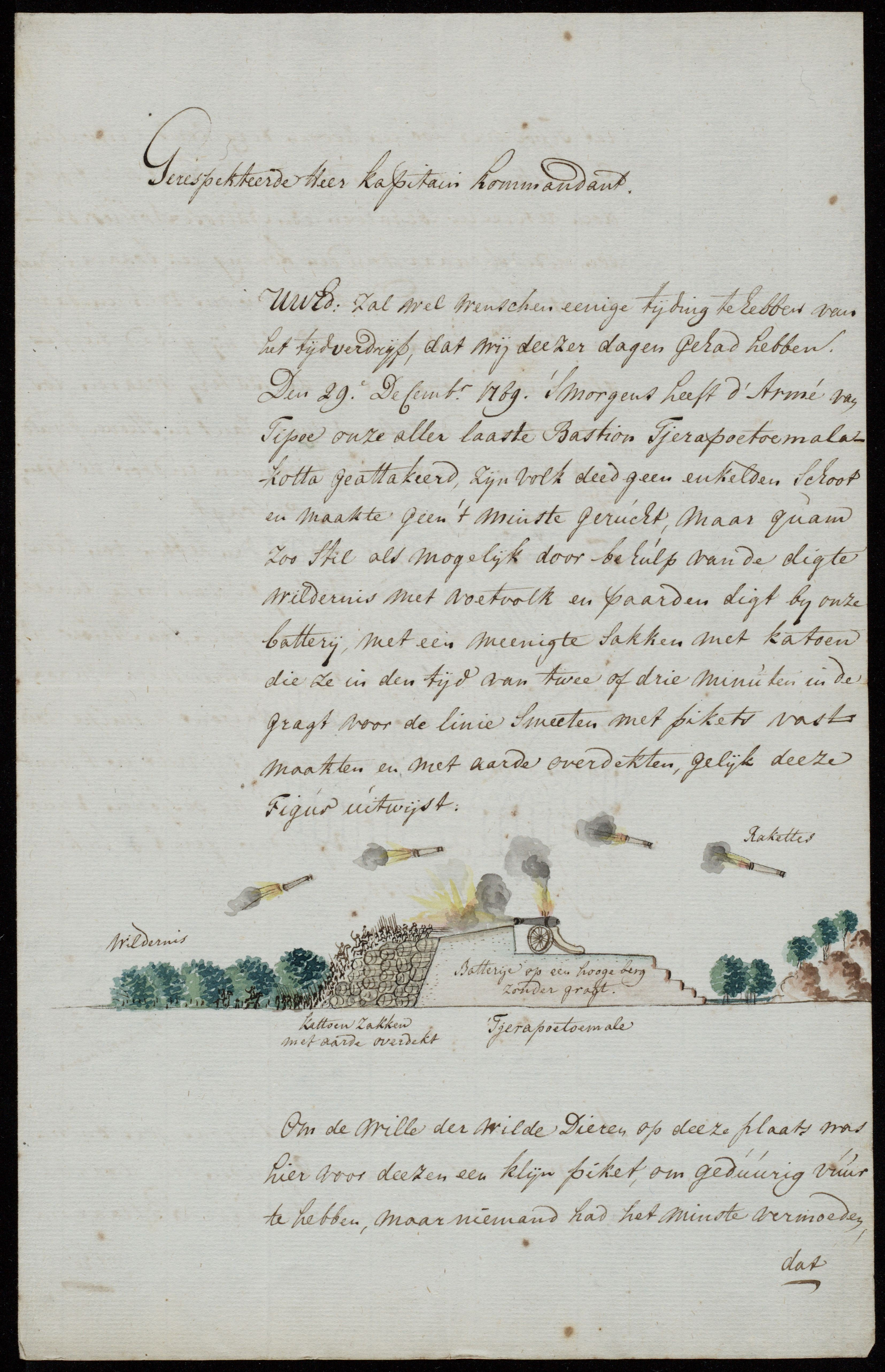
Brief van Van Angelbeek uit Cochin over de strijd van Tipu Sultan tegen de raja van Travancore, waarbij Tipu Sultan gebruik maakte van raketten.

Op 15 september 1780 stopte de naar Batavia vertrekkende Adriaan Moens als commandeur van Malabar en werd Van Angelbeek benoemd tot zijn opvolger. In december 1781 volgde een benoeming als extraordinair lid van de Raad van Indië door de Heren XVII. 19 mei 1783 kreeg hij, zoals sinds 1768 gebruikelijk was, de titel gouverneur en directeur. In de 17de eeuw had de VOC zich aan de Malabarkust gevestigd vanwege de peperhandel, met het hoofdkantoor in fort Cochin, maar in de late 18de eeuw waren de inkomsten verschoven naar heffing van belastingen en tolgelden in de door de Compagnie bestuurde gebieden. Men had grote moeite zich te handhaven te midden van de strijdende Britten, Fransen en het sultanaat van Mysore, en zich tegelijkertijd te houden aan de bondgenootschappen met de raja's van Cochin en Travancore, die men militaire steun hoorde te verschaffen. Er was niet genoeg geld om de kostbare forten goed te onderhouden en de garnizoenen werden steeds verder ingekrompen. Regelmatig werd overwogen om handelsposten te sluiten omdat er te weinig peper kon worden ingekocht. Het fort van Cannanore werd door Moens in 1771 verkocht aan de vorst van dat rijk.
In Van Angelbeeks tijd brak de Vierde Engels-Nederlandse Oorlog uit (1780-1784), maar de handelsposten aan de Malabarkust werden door de Britten ongemoeid gelaten omdat ze de handen vol hadden aan de Fransen en de Tweede Mysore Oorlog. Wel wist Van Angelbeek een aantal Britten krijgsgevangen te nemen, die hij begin 1782 ruilde voor onder andere zijn schoonzoon Willem van de Graaff, die in Suratte door de Britten gevangen was genomen. Van de Graaff reisde van Cochin door naar Ceylon, waar hij hoorde dat hij Falck zou opvolgen als gouverneur. In 1785 moest Van Angelbeek de eilanden Chetuva (met het fortje Wilhelmus) en Paponetty (het huidige Pappinivattom) opgeven aan Haider Ali van Mysore, nadat deze de zamorin van Calicut had verslagen, in wiens gebied de eilanden lagen. Na Haider Ali's dood zette zijn zoon Tipu Sultan de veroveringsdrang van Mysore voort richting Travancore. Hij toonde weinig animo voor een verbond met de VOC en bedreigde de forten Cranganore en Aijkottee (Pallipuram fort) op het gebied van Travancore. In plaats van de forten te verdedigen verkocht Van Angelbeek ze in 1789 met toestemming van Batavia aan de raja van Travancore. Aan Batavia stelde hij voor om ook fort Cochin aan de raja te verkopen. Ook de Britten waren hiervoor in de markt. Zij deden een voorstel in de Republiek dat in 1790 in behandeling werd genomen door de VOC-Kamer Amsterdam. De verkoop ketste af op een te hoge vraagprijs. Inmiddels was Van Angelbeek in 1787 door de Heren XVII benoemd tot gewoon Raad van Indië.

### Gouverneur van Ceylon
Op 13 maart 1793 vertrok Van Angelbeek naar Ceylon, na het schrijven van een memorie van overdracht voor zijn opvolger, de secunde en hoofdadministrateur Jan van Spall. Van Angelbeeks dochter Christina was in juni van het jaar daarvoor in Colombo overleden, een half jaar na de geboorte van haar 11e kind. Zijn vrouw Jacomina, die er naar toe was gegaan, was in februari ook overleden. Veel tijd voor rust en contemplatie was hem niet gegund. Nog datzelfde jaar werd Willem van de Graaff benoemd tot directeur-generaal in Batavia, en werd Van Angelbeek gevraagd hem op te volgen als gouverneur van Ceylon. Dit kreeg effect op 1 augustus 1794, toen Van de Graaff vertrok. Van Angelbeek was toen 66 jaar en al 43 jaar in dienst bij de VOC. Zijn zoon Christiaan was sinds 1780 ook werkzaam in Ceylon. Van de Graaff had hem in 1785 tot koopman en fiscaal benoemd in Colombo, toen tot dessave (hoofd van het inheems bestuur) in Matara, en in 1792 in Colombo tot hoofdadministrateur. Zodoende maakte hij deel uit van zijn vaders politieke raad, de Raad van Colombo.

#### De brief van Kew

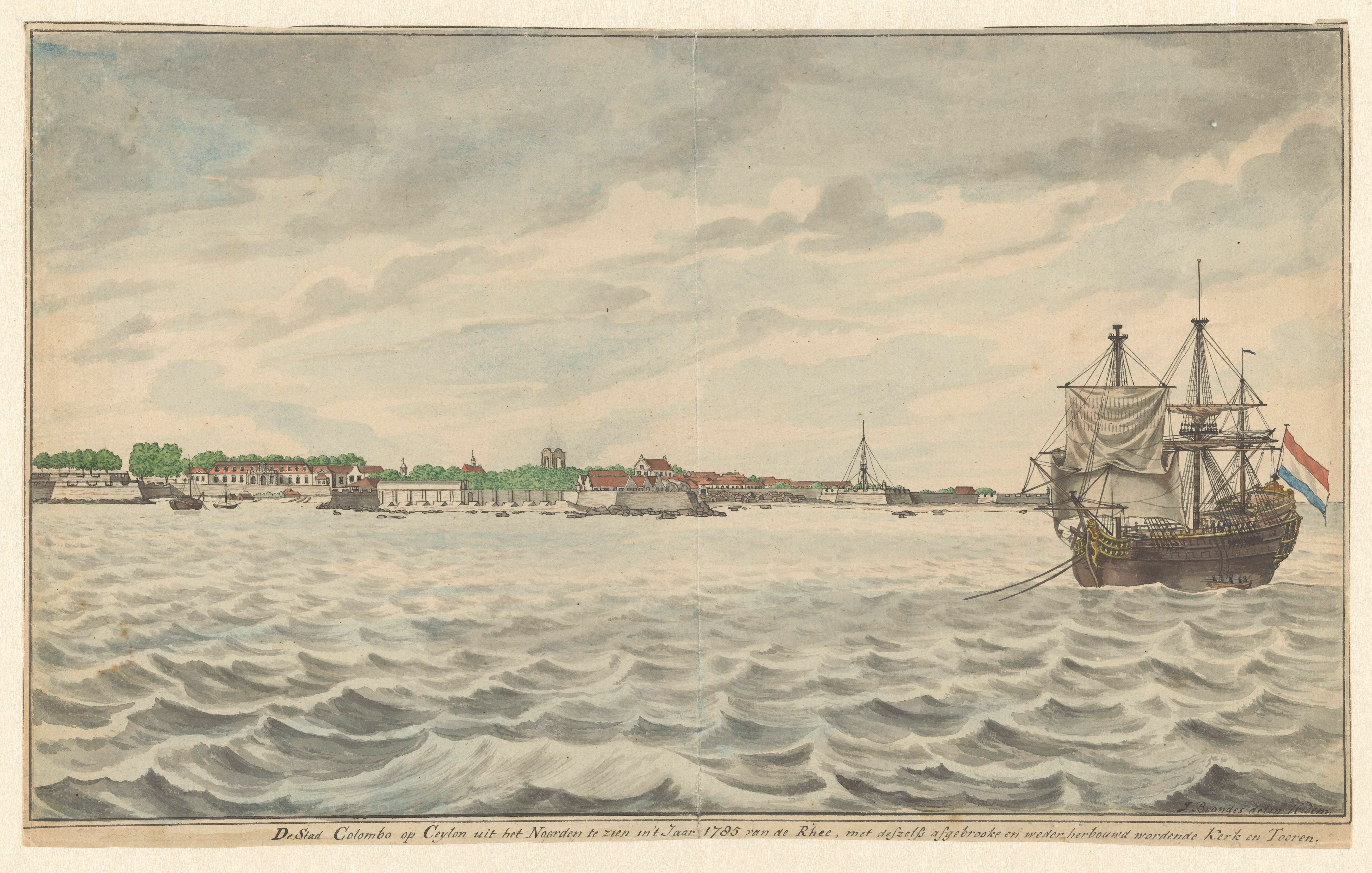
Colombo in 1785, gezien vanaf de rede.

In deze periode was er in Nederland grote beroering. Het land was ernstig verdeeld tussen de patriotten, die gesteund werden door de Fransen, en de orangisten, die gesteund werden door de Britten en de Pruisen. In 1794 waren met hulp van het Franse revolutionaire leger de patriotten aan de macht gekomen. Op 19 januari werd de Bataafse Republiek uitgeroepen, nadat stadhouder en opperbewindhebber van de VOC Willem V naar Engeland was gevlucht om zich onder bescherming van George III te stellen. In Kew schreef hij voor de Britten, die in oorlog waren met Frankrijk, een aantal brieven, onder andere gericht aan de gouverneur van Ceylon. Daarin stond: 'Wij hebben nodig geacht U.E. bij dezen aan te schrijven en te gelasten, om zoo te Trinkenomale als verders in uwe onderhebbende Colonie te admitteren, de troupes die van Zijne Groot Brittannische Majesteit derwaarts zullen worden gezonden en op de rheede of op zoodanige andere plaatsen waar scheepen met zekerheid kunnen liggen, de oorlogscheepen, fregatten of gewapende vaartuigen die van wegens Hoog gemelde Zijne Groot Brittannische Majesteit derwaarts zullen worden gezonden en dezelve te considereren als troupes en scheepen van eene Mogendheid die in vriendschap en alliantie is met Hunne Hoogmogende (de Staten-Generaal) en die komen om te beletten dat de Colonie door de Franschen worde geïnvadeert.' Als de Nederlandse bezittingen vrijwillig aan de Britten zouden worden overgedragen zouden ze na het einde van de oorlog worden teruggegeven. De natuurlijke diepzeehaven van Trincomalee was strategisch erg belangrijk. Aan de Indiase Coromandelkust bevonden zich geen havens. Bovendien was Ceylon altijd al een begeerd object voor de Britten. Op 25 juli 1795 verscheen majoor Patrick Agnew met een oorlogsschip vanuit Madras met de brief van Kew en een brief van gouverneur Robert Hobart op de rede van Colombo. De Britten eisten dat Ceylon onder de bescherming van koning George III gesteld werd, en bij verzet zou geweld worden gebruikt. Er volgden lastige beraadslagingen in de raad. Men overwoog onder andere 'dat de Engelschen daar eens voet gekregen hebbende, naderhand zeer bezwaarlijk zouden te verdrijven zijn, wijl zij bij eene gewapende verovering aan gene belofte van teruggave zouden gebonden zijn, die alleen aan eene vrijwillige inruiming gehecht was', en ook 'dat men op de belofte van teruggave niet moest vertrouwen, wijl de hedendaagsche Staatkunde altijd voorwendsels wist uit te denken, om de vervulling van zulke beloften te ontwijken'.
Uiteindelijk stelde Van Angelbeek een bevel op om 800 Britse soldaten toe te laten, van wie 300 in fort Oostenburg aan de binnenbaai van Trincomalee. Toen op 1 augustus een Britse vloot onder kolonel James Stuart bij fort Trincomalee arriveerde weigerde de commandant, majoor Fornbauer, het bevel uit te voeren omdat alleen Van Angelbeeks handtekening eronder stond en niet die van de andere leden van de raad. Toen de Britten de aanval inzetten stortte het verzet echter snel ineen, met name door muiterij en desertie. Op 26 augustus gaf Fornbauer zich over. Op de 31e volgde fort Oostenburg. De soldaten wisten vaak niet voor wie ze moesten vechten. De Britten waren immers als vrienden gezonden door de prins van Oranje, aan wie ze trouw hadden gezworen en die hen zou betalen voor hun diensten. Bovendien was ook onder hen verdeeldheid tussen patriotten en orangisten, en wist men zelfs niet of de VOC nog wel bestond.

#### Belegering van Colombo

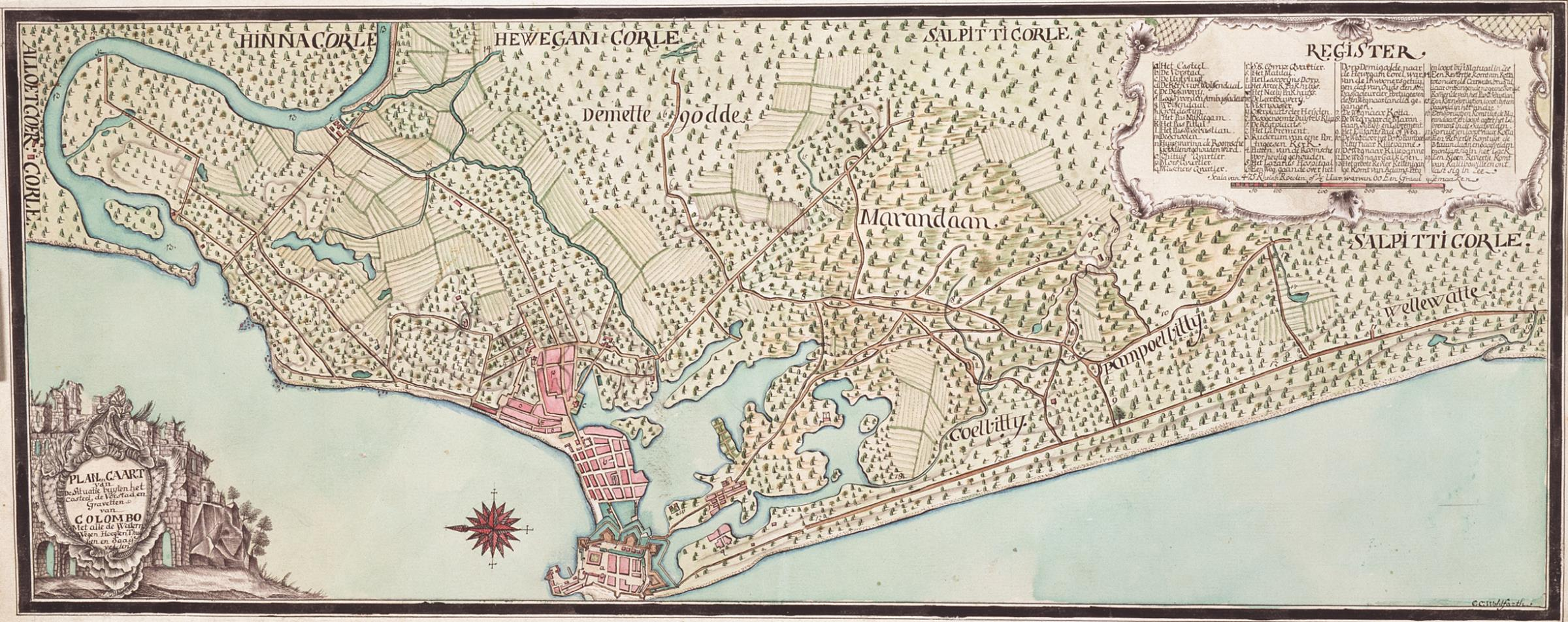
Fort Colombo, de voorstad en de omgeving met toegangswegen en tuinen, eind 18de eeuw.

In Colombo had men intussen vernomen dat de omwenteling in het moederland en het einde van de oude Republiek definitief was. De oude constitutie en het stadhouderschap waren afgeschaft. Van Angelbeek en zijn raad besloten zich alsnog te verzetten tegen de Britten. Soldaten werden uit de forten van Jaffna, Mannar, Kalpitiya en Batticaloa teruggeroepen naar Colombo en Negombo. De Britten konden deze forten zonder meer innemen op hun tocht langs de noordkant van het eiland. Op 8 oktober meldde Agnew zich nogmaals in Colombo met een brief van Hobart. Het 700 man sterke regiment huurlingen van de Zwitserse kolonel De Meuron was overgelopen naar de Britten (op 90 Fransen na), verzet was zinloos en de eis om het fort onder bescherming van de Britse koning te stellen werd herhaald. Van Angelbeek schreef na consultatie van de raad dat hij daar geen gevolg aan kon geven 'en dat wij, indien wij eindelijk door eene al te groote overmacht vernield wierden, genoegzaame vertroosting zouden vinden in de bewustheid, van alles gedaan te hebben, wat van getrouwe Ministers verwacht konde worden, die eere en plicht boven alles stelden' De troepen uit Negombo werden na het oprukken van de Britten teruggetrokken naar Colombo. De verwarring, twijfel en desertie waren echter te groot om weerstand van betekenis te bieden. De Britten bleken ook redelijk op de hoogte te zijn van de stemming in Colombo. Van Angelbeek durfde bepaalde zaken niet te bespreken in de raad, uit angst dat ze zouden uitlekken. Alleen de gepensioneerde luitenant-kolonel de Raymond van het voormalige Luxemburg regiment deed met een compagnie Europeanen en vier compagnieën Maleiers een uitval, maar die mislukte. De Raymond sneuvelde. Van Angelbeek en zijn raad besloten op 14 februari 1796 Ceylon op te geven. Door de capitulatie te weigeren zou men 'niets anders uitrichten dan dat de heele stad met deszelfs inwoonders geruïneerd werd, en dat men zich doch alsdan zoude moeten overgeeven, en dat wel op diskreetsie, in welk geval de vijandige troepen de verwoesting en het ongeluk van duizenden zouden voltoijen, en de kolonie te vuur en te zwaard zoude vernield worden, zonder dat aan onze Republiek of Kompagnie daardoor voordeel toegebracht werd, terwijl, ingevalle Grootbrittannien bij den vrede genoodzaakt mogt worden het veroverde terug te geven, het belang van de Republiek en Kompagnie grootlijx zoude bevorderd worden, als deeze stad en vesting onvernield gebleeven waaren'.

#### Het verlies van Ceylon

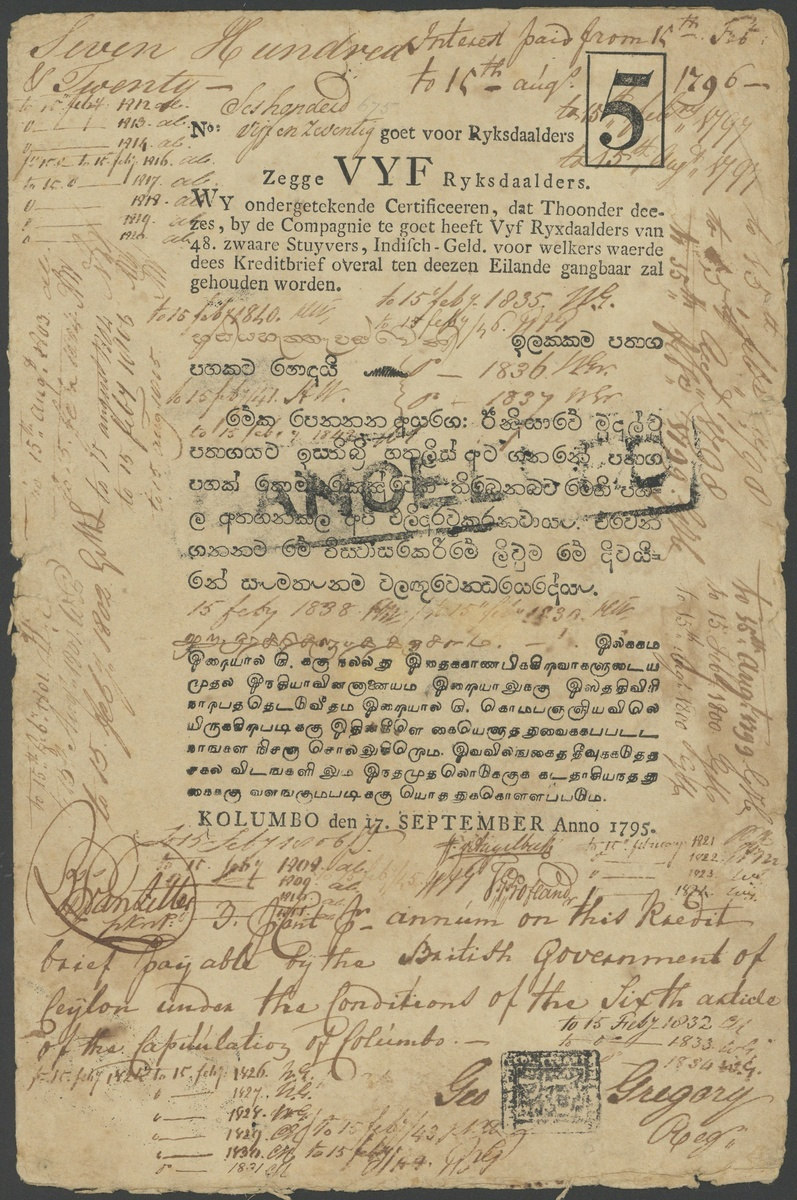
Kredietbrief voor vijf rijksdaalders aan 'Thoonder deezes', uitgegeven door de VOC in Colombo in 1795, met de tekst in het Nederlands, Singalees en Tamil, en Engelse kanttekeningen. Rente moest per de voorwaarden van de capitulatie door de Britten betaald blijven worden. Dat is op deze brief gebeurd tot 1912. Rechtsonder de handtekening van hoofdadministrateur Christiaan van Angelbeek en het stempel van de Britse kolonel James Stuart.

Van Angelbeek heeft in de jaren hierna een slechte pers gekregen, vooral op basis van Dirk van Hogendorps beschuldiging in 1799 dat Ceylon 'aan de Engelschen zonder verdediging schandelijk is overgegeven, door den ouden, eerloozen Angelbeek, die, na schatten te zamen geroofd en geplunderd te hebben, uit vreeze van dezelve te zullen verliezen, liever de hem aanbetrouwde, onwaardeerbare bezitting, zonder tegenstand te bieden, heeft overgegeven.' Hij deed die beschuldiging echter zonder de feiten goed te kennen.
Van Angelbeek verdedigde in september 1796 zijn handelwijze in een brief aan Van de Graaff, die zich toen in het Franse Mauritius bevond: 'Dat Colombo zig, zonder slag of stoot, bij capitulatie heeft overgegeeven, zal Uw Edele zeeker bevreemden, vooral wijl ik niet twijffele, of eenige menschen van hier zullen na Mauritius geschreeven hebben, dat de plaats zig had kunnen defendeeren, een uitstrooizel, het welk zig overal, zoo hier als te Coromandel, verspreid heeft, zal blijken, dat ik van den beginne af aan tot den laatsten dag toe, tot behoud van Colombo gedaan hebbe, wat in zulke omstandigheeden, van een wakker Gouverneur verwacht kan worden, dog dat alle mijne poogingen en te werk gestelde middelen, door een zaamenloop van weederwaardigheeden veriedeld zijn, en dat ik door de capitulatie, die ons aangebooden werd, af te wijzen, en de defensie van de vesting op mij te neemen, de colonie ongelukkig en mij verantwoordelijk gemaakt zoude hebben.'

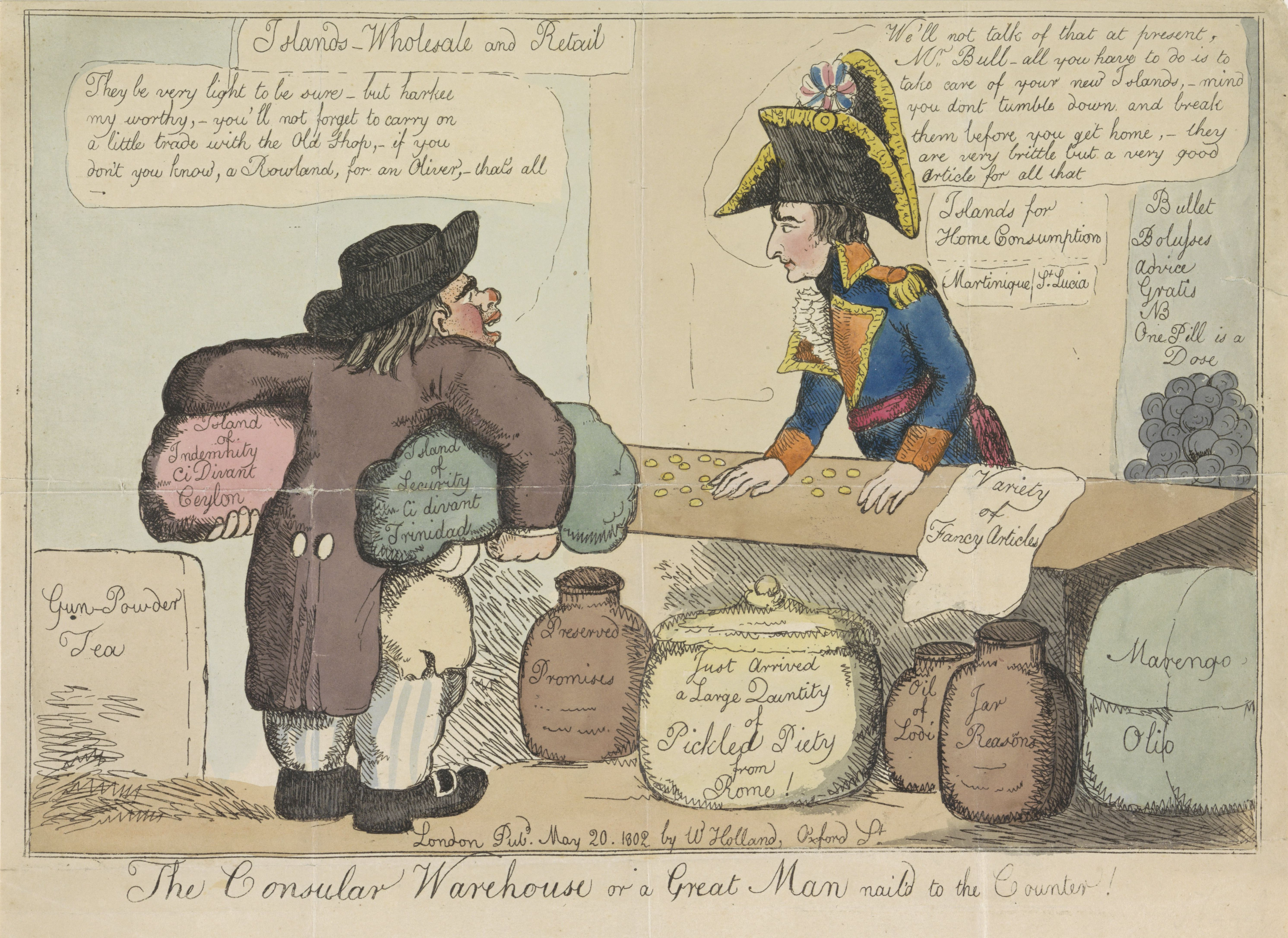
Britse spotprent op de door sommigen als onvoordelig ervaren vrede van Amiens: John Bull koopt Ceylon en Trinidad in de winkel van Napoleon. Een jaar later zou het alweer oorlog zijn.

Van Angelbeek en de andere VOC-medewerkers bleven op Ceylon wonen, in de hoop dat het verlies van het eiland tijdelijk was. Intussen hadden de Britten direct twee grote financiële meevallers. Ze konden in 1796 de eerste parelvisserij sinds jaren houden, die door de VOC dat jaar gepland was, en er lagen enorme voorraden kaneel (bijna twee keer de door Batavia gevraagde jaarlijkse leverantie) in de pakhuizen. Ook dat leverde veel geld op. Daarna voerde men een aantal radicale bestuursmaatregelen door, zoals vervanging van de traditionele herendiensten door grondbelasting en het inzetten van belastinginners uit India. Het beleid werd bepaald door een resident, Robert Andrews, onder supervisie vanuit Madras. Van Angelbeek en anderen dienden petities in tegen dit beleid, ook bij Hobart in Madras, maar die werden genegeerd. Het resultaat was een algehele opstand van de bevolking in de tweede helft van 1797, terwijl de meeste Britse troepen inmiddels weer terug waren in India. De Meuron, die nu militair gouverneur was, vreesde zelfs dat ex-gouverneur Van de Graaff vanuit Mauritius met hulp van de Fransen zou terugkeren. Zover kwam het niet. De maatregelen werden teruggedraaid door een nieuwe gouverneur, Frederick North.

#### Overlijden

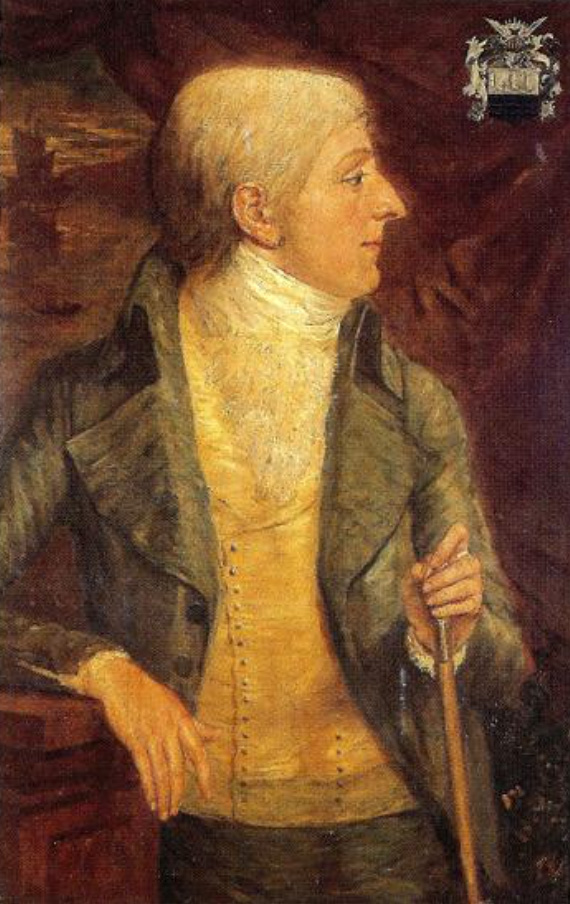
Johan Gerard van Angelbeek. Resident van Cheribon en Buitenzorg.

Op 2 september 1799 overleed Van Angelbeek, 73 jaar oud. Hij werd begraven in de oude kerk in het fort van Colombo, naast zijn vrouw. Volgens de Schotse dominee James Cordiner werd hij ten grave gedragen bij kaarslicht, door een lange stoet Europeanen en Ceylonezen. Er werd geen ceremonie gehouden maar na afloop gingen de meesten naar het huis van Van Angelbeek er vlak bij, waar een 'mixture of nations' de hele avond doorbracht met alcohol en tabak. In 1813 werden vanwege de vervallen staat van de kerk vele graven overgebracht naar de nieuwere Wolvendaalkerk, ook die van Van Angelbeek, zijn vrouw en zijn dochter. Van de laatste twee hangen ook rouwborden in de kerk.
In de tijd van zijn overlijden was de kans dat Ceylon nog terug in Nederlandse handen zou komen aanzienlijk geslonken. Sommige Nederlanders gingen over in Britse dienst, zoals de commandeur van Galle, Diederich Fretz, hoewel hij zich voor de zekerheid ook bij Batavia aanbood als opvolger van Van Angelbeek. Anderen vertrokken naar Batavia of naar Nederland, zoals Christiaan van Angelbeek. Volgens een achterblijver vertrok hij 'sonder van eenig mensch afschijt genomen te hebben'. Hij stierf in 1829 in Den Haag. Zijn in Utrecht geboren enige zoon heette Johan Gerard, net als zijn grootvader, en wordt wel eens met hem verward. Hij werd in 1815 als een der eerste ambtenaren 1e klasse voor Nederlands-Indië benoemd. Hij was daar lid van de Algemene Rekenkamer en resident van Cheribon en Buitenzorg. Hij ging in 1829 weer terug naar Utrecht en overleed daar in 1834.
Van Angelbeeks jongste dochter, Apollonia, was in eerste instantie getrouwd met de dessave Frederik Jacob Billing, en na diens dood in 1788 met de toenmalige commandeur van Galle, Cornelis Dionysius Kraijenhoff. Ze ging met hem en kinderen naar Nederland in 1791, maar Cornelis stierf onderweg. Na nog een derde keer getrouwd te zijn stierf ze in 1800 in Kleef.
In 1802 werd bij de Vrede van Amiens Ceylon door de Britten in bezit gehouden, ter compensatie van gebiedsuitbreiding van Frankrijk in Europa. De Bataafse Republiek, de facto een vazalstaat van Frankrijk, had bij de besprekingen weinig in te brengen.
- Biografisch Portaal: 92396296
- Gemeinsame Normdatei: 1033720194
- International Standard Name Identifier: 0000 0003 9139 6276
- Nederlandse Thesaurus van Auteursnamen: 084011092
- Virtual International Authority File: 285224252
- WorldCat: E39PBJth4gXTrRFhGyv48kQH4q